# Пивоварна „Братя Прошекови“
„Братя Прошекови“ е бивша пивоварна фабрика, със седалище град София. Построена е през 1881 – 1884 г. от братята чехи Иржи Прошек и Богдан Прошек и е регистрирана като събирателно дружество, в което участват Александър Кулов и д-р Урбан, а по-късно и Стефан Пипев. Основната ѝ дейност е производство на бира. След национализацията в края на 1947 г. заедно с Фабриката за производство на малц – Гара Елин Пелин образуват ДИО „Витоша“.

## История на пивоварната

### 1881 – 1947
След Освобождението братята Георги (Иржи) и Богдан (Теодор) Прошек остават на служба в България – Георги като инженер в Дирекцията на държавните постройки, а Богдан като кондуктор в Столичната община. При една разходка до Княжево, Богдан Прошек забелязва малка и примитивна пивоварна. Вечерта споделя видяното с Георги и двамата решават да вземат под наем Княжевската пивоварна, основана от французина Дюкорп между 1873 и 1876 г. Братята наемат майстор-пивоваря Мартинек и започват примитивно, ръчно пивоварство.
В Княжево обаче няма необходимите условия за варене и отлежаване на пивото, както и зимници за охлаждане и отлежаване на пивото. По това време в София, на мястото където сега се намира Синодалната палата срещу църквата „Александър Невски", има голяма турска казарма, която изгоряла в 1880 г. Братя Прошек купуват дървените и др. строителни материали от изгорялата казарма, купуват и мястото, където впоследствие построяват фабриката, и построяват изба, която наричат „Дълбок зимник". В избата се пренася сварената в Княжево бира и се оставя да изстине и отлежи. Това примитивно производство трае за кратко. Неудобствата във връзка с непрекъснатото транспортиране на бирата става причина за пренасяне и на производството в София.
През 1881 г. започва строителство на модерна пивоварна фабрика на ул. „Сан Стефано“ № 22 в София, която е завършена и пусната в експлоатация през 1884 г. През 1888 – 1892 г. се инсталира и нова парна централа и нова машинна инсталация за варене на пивото. Инсталират се амонячна компресорна инсталация за охлаждане на пивото (1895) и електрическа централа (1896), първа в София по онова време. През 1902 г. се изкопава артезиански кладенец на 100 м. дълбочина. Благодарение на внесените технически подобрения в пивоваренето, Прошековото пиво става популярно в цялата страна. В редица изложби в чужбина то започва да получава големи отличия – почетен диплом и златен медал от изложбата в Анверс (Белгия) през 1891 г., а през 1892 г. – похвална преценка от чешките специалисти пивовари на изложба в Прага.
През 1895 г. фабриката на братя Прошек произвежда 656 970 литра бира, и продава 570 620 литра, като заплаща акциз на държавата в размер на 28531,00 лева. През 1896 г. фабриката произвежда 685 640 литра бира, продава 624 330 литра, и заплаща акциз в размер на 31217,00 лева. През 1897 г. са произведени 661 590 литра, продадени са 538 880 литра, и е заплатен акциз 26946,00 лева. През първото полугодие на 1898 г. произведеното количество бира достига 560 040 литра, от които са продадени 359 290 литра и е заплатен акциз в размер на 17964,00 лева.
На международното изложение в Анверс (Белгия) през 1894 г. пивоварната „Братя Прошек“ – София е наградена със златен медал.
В „Държавен вестник“, бр.253 от 17 ноември 1895 г., с.І, е публикувано обявление на Георги и Богдан Прошек, от което е видно че с акт № 11 от 19 август 1895 г., съставен от I нотариус при Софийски окръжен съд, се узаконява фирмата „Братия Прошекови“, състояща се от софийските жители Георги и Богдан Прошек, и че всичките им имущества са общи, и подписите било от името на едного, било под фирмата „Братия Прошекови“ се признават за задължителни за съдружието им.
Пивоварната фабрика на братя Прошекови получава право да се ползва от привилегиите и облагите на чл.8 от Закона за насърдчение местната индустрия от 1895 г., като съгласно издаденото Свидетелство № 2448/84 от 4 септември 1896 г. на Министерство на търговията и земеделието има право : да внася от чужбина без мито следните сурови материали : осем вагона дъбови дъги и бъчви годишно; машини и техните части според нуждата; и 400 кг. машинно масло; както и да превозва с отстъпка 35 % от тарифите на БДЖ внесените сурови материали.
След смъртта на Братя Прошекови през 1905 г., управлението на фабриката се поема от наследниците на братя Прошек, а след оттеглянето на наследниците на Георги Прошек от дружеството през 1907 г., управлението се поема от Ст. Пипев, А. Купов и д-р Урбан. Въпреки настъпилата голяма конкуренция, през 1907 год, във фабриката се инсталира нов двигател-дизелмотор 120 к.с., ново динамо, нови хладилници, двойни компресори и нова инсталация за изкуствен лед. През 1909 година Ал. Купов умира на 27-годишна възраст и неговото място се заема от по-стария зет на Богдан Прошек – Стефан Пипев, който проявява големи организаторски способности в пласмента на бирата и успешно се справя с конкуренцията. През 1912 – 1913 г. се монтира нова инсталация за варене на пиво, внос от Прага с вместимост 240 хектолитра за варка, което дава възможност фабриката да произвежда годишно около 100 000 хектолитра пиво. Инсталират се и нови стоманени емайлирани ферметационни каци, а впоследствие и първите железобетонни ферментационни резервоари в България.
В края на Първата световна война производството спира, което продължава повече от две години, до март 1920 г., когато производството е възобновено и се увеличава през 1920/1923 г. като достига предвоенните обеми. През 1923 г. в управлението на предприятието влиза и Богдан Прошек, син на основателя на фабриката Богдан Прошек. През 1924/25 г. се построяват нови изби за отлежаване на пивото с грамадни емайлирани лагерни бъчви; нови железобетонни ферментационни каци; нова инсталация за пълнене на пивото в бурета; канализация; нова постройка за складиране на транспортни бурета, с модерни машини за автоматично миене на буретата и автомат за отсмоляване и засмоляване на същите. За нуждите на предприятието са изкопани още два артезиански кладенци. През 1926 г. е построен гараж.
През този период (1910 – 1926) количеството произведена бира показва резки увеличения и спадове: 1910 г. – 2 682 700 литра, 1911 – 3 419 500, 1912 – 3 821 300, 1913 – 2 453 200, 1914 – 5 039 200, 1915 – 5 043 000, 1916 – 3 541 200, 1917 – 2 111 400, 1918 – 507 100, 1920 – 1 802 300, 1921 – 3 249 900, 1922 – 2 928 600, 1923 – 4 008 300, 1924 – 3 863 900, 1927 – 3 186 400, 1926 г. – 2 210 900 литра.
Спадът в производството на бира в България, особено след 1925 г., дължащ се на тежката акцизна политика на българското правителство, за сметка на поощряване на винарската индустрия, принуждава собствениците на пивоварни фабрики в България да образуват на 3 април 1927 г. пивоварен картел, в който влизат всички съществуващи към момента 18 фабрики, между които и „Братя Прошекови". По решение на картела се затварят 12 пивоварни фабрики, като зтворените фабрики спират производство и част от тях продължават да функционират само като депозитни складове за продажба на пиво на останалите 6 действащи пивоварни, сред които е и „Братя Прошекови". Създаването на картела не успява да преодолее спада и различията. През 1931 г. пивоварния картел престава да съществува.
През този период годишното производство продължава да намалява: през 1927 г. – 2 687 400 литра, 1928 – 2 518 200, 1929 – 2 392 900, 1930 – 2 575 100, 1931 – 1 842 100, 1932 – 2 950 700, 1933 – 2 120 000, 1934 – 1 486 000, 1935 – 986 000, и през 1936 г. – 1 105 400 литра.
Пивоварното дружество сключва договори с Литография „И.Амбил“, София и „Братя Алфаса“ – за литографирането на етикети „Прошеково пиво“ (1928) и за изготвянето на нови мостри на тапи за бутилки (1929).
През 1933 г. пивоварната фабрика е удостоена със званието „Придворен доставчик“, каквато привилегия дотогава има само шуменската пивоварна. „Придворен доставчик“ е звание давано от двореца на фирма, доставяща стоки или услуги в двореца. По силата на предоставения официален статут фирмата придобива правото да поставя личния владетелски герб на магазините и етикетите си. Патентите за придворните доставчици сее описват в нарочен регистър, който се съхранява в Канцеларията на ордените.
През периода 1937 – 1947 г. годишното производството започва да нараства: през 1937 г. – 1 663 600 литра, 1938 – 2 628 600, 1939 – 3 764 800, 1940 – 5 960 200, 1941 – 7 688 800, 1942 – 7 784 100, 1943 – 5 403 500, 1944 – 2 331 400, 1945 – 4 498 200, и през 1936 г. – 1 105 400 литра.
На 23 декември 1947 г. Народното събрание приема Закон за национализацията на частните индустриални и минни предприятия и банки. В този ден всички пивоварни фабрики са национализирани и включени в състава на Държавното индустриално обединение „Хранителна индустрия“. В Списъка на индустриалните предприятия, национализирани по силата на чл. 1 от Закона за национализация на частни индустриални и минни предприятия, изд. от Министерство на индустрията и занаятите (обн. ДВ. бр.190 от 14 август 1948 г.) предприятието е записано като – Събирателно дружество „Братя Прошекови“, София.

### след 1947
След национализацията през 1947 г. фабриката на братя Прошек се преименува на Държавна пивоварна фабрика „Витоша“, като по-късно става част от комбината „Софийско пиво“. Увеличеното потребление и необходимостта от изграждането на нова по-модерна фабрика за пивопроизводство извън пределите на разрастващата се столица, налага изграждането на нова пивоварна в Горубляне през 1974 г. В продължение на няколко години едновременно работят пивоварната на братя Прошек и новата пивоварна. На 1 август 1978 г. фабриката на братя Прошек е затворена, като целият персонал и производство са прехвърлени в пивоварната в Горубляне. През 1996 г. дружеството „Софийско пиво“ ЕАД се преименува на „Пивоварна Ариана“ ЕАД. Година по-късно контролният пакет от акциите на „Пивоварна Ариана“ЕАД са придобити от „Хайнекен“ и „Кока-Кола Хеленик Ботлинг Къмпани“.
През 2005 г.фабриката е разрушена, за осъществяване на нейно-място на проекта „Сан Стефано плаза“.

## Структура на пивоварната фабрика (към 1934 г.)
Към 1934 г. пивоварната фабрика има следната структура:
Терена на фабриката е на обща площ от 12500 m², а самите фабрични сгради са разположени на площ 6300 m² Фабриката има обособени няколко отделения:
- Парно отделение. В него са инсталирани два парни котли, единият със 72 m² нагреваема площ, а другия 12 m². Двигателната енергия на парата от двата котли е над 60 конски сили.
- Машинно отделение. Състои се от 5 помещения. В него са инсталирани: 1)един дизелмотор свързан чрез трансмисия с двоен амонячен компресор за охлаждане на избите и електродинамо с 50 к.с. 2) Парна машина 45 к. с. за движение на втория амонячен компресор и второто електродинамо от 25 к. с. В това отделение са поместени охладителните генератори за охлаждане на пивото при ферментацията и избите за отлежаване на пивото и за производството на изкуствен лед. В него се намират и големите центрофугални помпи за солена и сладка вода. Над машинното отделение се намират: амонячните кондензатори, хладилните корита, вертикалните хладилници и резервоари за вода.
- Варилно отделение. Тук са инсталирани три казани за изваряване до 220 хектолитри пиво от едно варене в продължение на 8 – 12 часа; но понеже варенето на пивото продължава непрекъснато през денонощието, може да се получи за 24 часа двойно и тройно по-голямо количество. В същото помещение с варните казани са инсталирани два цедилки казани, електромотори, центрофугални помпи за източване на свареното пиво и други приспособления.
- Отделение за охлаждане на бирата. След изваряване на бирата във варката, тя се превежда по широки тръби в отделението за изстудяване, заемащо почти целият горен етаж на зданието за машините. Тук са инсталирани три големи металически корита и два специални хладилни апарати, гдето пивото се охлажда бързо до + 4 градуса С., след което се спуска по тръби в подземията на фабриката, за добавяне на бирената мая и ферментиране.
- Изби. Те заемат около 2000 m², разделени на две групи: първа – ферментационно отделение, съдържащо ферментационните каци: 10 железобетонни, 10 стъклени, 5 железни емайлирани и около 30 дървени с обща вместимост около 4000 хектолитра и второ отделение за отлежаване на пивото съдържащо до 8000 х.к.л.
- Отделение за измиване и насмоляване на бурета. Намира се на повърхността на земята, в помещение от 400 m². Измиването и засмоляването на буретата става почти автоматично. Инсталацията за насмоляването е сложна апаратура, състояща се от пещи за сгорещяване на смола, коксова пещ за горещ сух въздух, вентилатори, хидровличен компресор, казани, смолни помпи, ротационно охлаждане и пр.
- Отделение за пълнене на бурета и бутилки. Пълненето на буретата става чрез центрофужна помпа, комбиниран филиров апарат и четирицевна автоматична пълначка, която пълни до 80 хектолитра в час, в специално охладително помещение. Пълненето на бутилките става машинно в две други помещения.
- Други отделения. Пивоварната притежава четири малцови салони, три пространни галерии за складиране приготвения за изпичане ечемик, сушилни пещи за изсушене на пресния малц, бетонови резервоари за наквасяване очистения ечемик и др.
- Кацарско и железарско отделение. Фабриката притежава добре обзаведени: дърводелско, кацарско, железарско и сараческо отделения.
- Инвентар за транспорт и превозни средства. Фабриката притежава над 15 000 бурета, огромен брой стъклени бутилки, няколко камиона, впрегатни коне, колш и други.
- Производство и числен състав. Пивоварната фабрика произвежда светло и черно пиво (пилзенски тип). Капацитета на фабриката за пивоварене възлиза на 90 000 до 100 000 хектолитра бира годишно. Работният персонал във фабриката в зависимост от производството се движи между 100 до 150 души.

## Възобновено производство на бирата „Братя Прошекови“
През 2017 г., се възобновява производството на Бира „Братя Прошекови“, по случай 170 години от рождението на инж. Иржи (Георги) Прошек.
Рецептата е от 1884 година, като новото пиво е запазило всички характерни вкусови качества на питието.
Бирата е лимитирано издание крафт, създадено по запазена рецепта на братята Георги и Богдан Прошек.

## Паметник на братя Прошек
Паметникът на братята Прошек е създаден от известния български скулптор Георги Чапкънов.
Намира се в град София, на ул. Сан Стефано, срещу сградата на БНТ.
Паметникът е проектиран така, че желаещите да могат да седнат на метална маса с двамата братя.